# Re:ステージ!のディスコグラフィ
Re:ステージ!のディスコグラフィでは、『Re:ステージ!』シリーズの関連CD、DVD、BD、楽曲について記述する。レーベルはおもにポニーキャニオン。

## シングル
レーベルはポニーキャニオンあるいはhotarubi。
| シングル名                                                               | 概略                                                                | 発売日         |
| ------------------------------------------------------------------------ | ------------------------------------------------------------------- | -------------- |
| Startin' My Re:STAGE!!                                                   | 「KiRaRe」1stシングル                                               | 2016年3月20日  |
| リメンバーズ!                                                            | 「KiRaRe」2ndシングル                                               | 2016年8月17日  |
| 憧れFuture Sign                                                          | 「KiRaRe」3rdシングル                                               | 2017年1月18日  |
| 宣誓センセーション                                                       | 「KiRaRe」4thシングル                                               | 2017年12月20日 |
| 367Days                                                                  | 「KiRaRe」5thシングル                                               | 2018年8月22日  |
| ハッピータイフーン                                                       | 「KiRaRe」6thシングル                                               | 2019年3月27日  |
| Don’t think, スマイル!!                                                  | TVアニメ「Re:ステージ! ドリームデイズ♪」SONG SERIES1 主題歌CD       | 2019年7月24日  |
| Blooming, Blooming!（式宮舞菜）/ロケット（月坂紗由）                     | TVアニメ「Re:ステージ! ドリームデイズ♪」SONG SERIES2 Personal Music | 2019年8月21日  |
| ガジェットはプリンセス（柊かえ）/せーので跳べって言ってんの!（本城香澄） | TVアニメ「Re:ステージ! ドリームデイズ♪」SONG SERIES3 Personal Music | 2019年8月21日  |
| ひと夜ひと夜にひとりごと（市杵島瑞葉）/For you! For みい!（長谷川みい）  | TVアニメ「Re:ステージ! ドリームデイズ♪」SONG SERIES4 Personal Music | 2019年8月21日  |
| Ideal/Idol                                                               | 「KiRaRe」シングル                                                  | 2022年8月5日   |
| FlowerS〜となりで咲く花のように〜                                        | 「オルタンシア」1stシングル                                         | 2017年1月18日  |
| Purple Rays                                                              | 「オルタンシア」2ndシングル                                         | 2017年7月19日  |
| ＊Heart Confusion＊                                                      | 「オルタンシア」3rdシングル                                         | 2018年6月20日  |
| Stage of Star                                                            | 「Stellamaris」1stシングル                                          | 2017年3月15日  |
| Secret Dream                                                             | 「Stellamaris」2ndシングル                                          | 2017年8月18日  |
| Brilliant Wings                                                          | 「Stellamaris」3rdシングル                                          | 2018年6月20日  |
| Clematis -クレマチス-                                                    | 「Stellamaris」シングル                                             | 2022年6月15日  |
| Cresc.Heart                                                              | 「TROISANGES」1stシングル                                           | 2017年9月10日  |
| Lumiere                                                                  | 「TROISANGES」2ndシングル                                           | 2018年12月19日 |
| 銀河の雫                                                                 | 「TROISANGES」シングル                                              | 2022年6月1日   |
| Fearless Girl                                                            | 「Tetrarkhia」1stシングル                                           | 2017年9月10日  |
| Heroic Spark                                                             | 「Tetrarkhia」2ndシングル                                           | 2018年11月21日 |
| ユニゾンモノローグ                                                       | 「Tetrarkhia」シングル                                              | 2022年5月25日  |
| ちぐはぐメロディ                                                         | 「式宮舞菜・月坂紗由・岬珊瑚」シングル                              | 2022年5月18日  |
| Sin City                                                                 | 「本城香澄・一条瑠夏・坂東美久龍」シングル                          | 2022年5月11日  |

### Startin' My Re:STAGE!!
2016年3月16日に発売された「KiRaRe」の1stシングル。Re:ステージ!シリーズ初のCDでもある。収録されたのは楽曲の「Startin' My Re:STAGE!!」と楽曲ではない「スペシャルドラマ」。ジャケットは「和泉つばす」が担当している。また、作曲・編曲を担当した伊藤翼は、2019年10月現在、KiRaReのメインコンポーザーである。
作詞 - 仰木日向 / 作曲・編曲 - 伊藤翼
1. スペシャルドラマ「はじまりの合図」
2. Startin' My Re:STAGE!!
3. スペシャルドラマ「はじめまして、KiRaReです! 」
4. Startin' My Re:STAGE!!（Instrumental）

### リメンバーズ!
2016年8月17日に発売された。「KiRaRe」の2ndシングル。初回限定盤と通常盤が存在する。初回限定盤は“KiRaReファンブック”のメイキング映像を収めたDVD付き。
カップリング曲の『君に贈るAngel Yell』は3種類のアレンジが作られ、ユーザーの投票で香澄&かえのものが採用された。劇中ではプリズムステージ東京予選での課題曲となっており、曲のみが提供され、作詞と編曲は各校のアイドルが自由に行うというものであった。KiRaReは部内で競作を行うこととなり、式宮舞菜&月坂紗由の『さくらいろ MY チャイム』、本城香澄&柊かえの『君に贈るAngel Yell』、市杵島瑞葉&長谷川みいの『どりーみぃ☆すたー』が作られた。それぞれの曲は公式サイトで公開されている。
全作詞 - 仰木日向 / 全作曲・編曲 - 伊藤翼
1. リメンバーズ!
2. 君に贈るAngel Yell
3. リメンバーズ!（Instrumental）
4. 君に贈るAngel Yell（Instrumental）

### 憧れFuture Sign
2017年1月18日に発売された。「KiRaRe」の3rdシングル。初回限定盤と通常盤が存在する。初回限定盤はDVD付き。オルタンシアの1stシングル『FlowerS〜となりで咲く花のように〜』とは同時発売。
カップリング曲の『夏の約束』は2種類のアレンジが作られ、ユーザーの投票で下級生トリオのものが採用された。上級生トリオの『エンドレスサマー・ホームワーク』も含め、それぞれの曲は公式サイトで公開されている。『君に贈るAngel Yell』のときと異なり、原作の劇中では触れられていない。
全作曲・編曲 - 伊藤翼
1. 憧れFuture Sign
  - 作詞 - やしきん
2. 夏の約束
  - 作詞 - 仰木日向
3. 憧れFuture Sign（Instrumental）
4. 夏の約束（Instrumental）

### FlowerS〜となりで咲く花のように〜
2017年1月18日に発売された。「オルタンシア」のデビューシングル。初回限定盤と通常盤が存在する。初回限定盤はスペシャルドラマ付き。KiRaReの3rdシングル『憧れFuture Sign』とは同時発売。
初回限定盤
1. スペシャルドラマ「ステージが始まる」
2. FlowerS〜となりで咲く花のように〜
  - 作詞 - 森由里子 / 作曲・編曲 - 滝澤俊輔
3. Dream a gate
  - 作詞 - Manami (TRYTONELABO) / 作曲・編曲 - 池田健仁 (TRYTONELABO)
4. スペシャルドラマ「ステージが終わって」
5. スペシャルドラマ「オルタンシアの秘密を暴け」
6. FlowerS〜となりで咲く花のように〜（Instrumental）
7. Dream a gate（Instrumental）

通常盤
1. FlowerS〜となりで咲く花のように〜
2. Dream a gate
3. FlowerS〜となりで咲く花のように〜（Instrumental）
4. Dream a gate（Instrumental）

### Stage of Star
2017年3月15日に発売された。「Stellamaris」のデビューシングル。初回限定盤と通常盤が存在する。初回限定盤はスペシャルドラマ付き。
初回限定盤
1. スペシャルドラマ「ステージの前に」
2. Stage of Star
  - 作詞 - 彩華れい・俊龍 / 作曲 - 俊龍 / 編曲 - Sizuk
3. 恋はフュージョン
  - 作詞・作曲 - 久保正貴（Black Butterfly） / 編曲 - YUPA
4. スペシャルドラマ「ステージの後に」
5. スペシャルドラマ「稀星アイドル部の戦い」
6. Stage of Star（Instrumental）
7. 恋はフュージョン（Instrumental）

通常盤
1. Stage of Star
2. 恋はフュージョン
3. Stage of Star（Instrumental）
4. 恋はフュージョン（Instrumental）

### Purple Rays
2017年7月19日に発売された。「オルタンシア」の2ndシングル。初回限定盤と通常盤が存在する。初回限定盤は「オルタンシア」のLIVE映像、「Purple Rays」ミュージックビデオのDVD付き。
1. Purple Rays
  - 作詞・作曲・編曲 - ヒゲドライバー
2. Dear マイフレンド
  - 作詞・作曲・編曲 - Junky
3. Purple Rays（Instrumental）
4. Dear マイフレンド（Instrumental）

### Secret Dream
2017年8月18日に発売された。「Stellamaris」の2ndシングル。初回限定盤と通常盤が存在する。初回限定盤は「Secret Dream」ミュージックビデオのDVD付き。また、初回限定盤と通常盤共に『Re:ステージ！プリズムステップ』限定イラストカードのプレゼントコードが封入されている。
1. Secret Dream
  - 作詞 - 彩華れい・俊龍 / 作曲 - 俊龍 / 編曲 - よる。
2. Realize
  - 作詞・作曲 - 久保正貴（Black Butterfly） / 編曲 - YUPA
3. Secret Dream（Instrumental）
4. Realize（Instrumental）

### Cresc.Heart
2017年9月10日に発売された。「TROISANGES」のデビューシングル。配信限定で、CDは発売されていない。
全作曲・編曲 - 伊藤翼
1. Cresc.Heart
  - 作詞 - Soflan Daichi
2. 月影のトロイメライ
  - 作詞 - 高瀬愛虹
3. Cresc.Heart（Instrumental）
4. 月影のトロイメライ（Instrumental）

### Fearless Girl
2017年9月10日に発売された。「Tetrarkhia」のデビューシングル。配信限定で、CDは発売されていない。
全作詞・作曲 - 石川慧 / 全編曲 - 伊藤翼
1. Fearless Girl
2. Shine on Me!!
3. Fearless Girl（Instrumental）
4. Shine on Me!!（Instrumental）

### 宣誓センセーション
2017年12月20日に発売された。「KiRaRe」の4thシングル。初回限定盤と通常盤が存在する。初回限定盤は特別番組「KiRaReのクリスマスパーティ」DVDとKiRaReグループロゴステッカー付き。また、初回限定盤と通常盤共に『Re:ステージ！プリズムステップ』限定イラストカードのプレゼントコードが封入されている。
全作詞 - 高瀬愛虹 / 全作曲・編曲 - 伊藤翼
1. 宣誓センセーション
2. WINTER JEWELS
3. 宣誓センセーション（Instrumental）
4. WINTER JEWELS（Instrumental）

### ＊Heart Confusion＊
2018年6月20日に発売された。「オルタンシア」の3rdシングル。初回限定盤と通常盤が存在する。初回限定盤は「バイノーラル音源」ボイスドラマCD『オルタンシア、遊園地に行く』、グループロゴステッカー、『Re:ステージ！プリズムステップ』限定☆4カードプレゼントコード付き。Stellamarisの3rdシングル『Brilliant Wings』とは同時発売。
1. ＊Heart Confusion＊
  - 作詞 - こだまさおり / 作曲･編曲 - 田中秀和 (MONACA)
2. crave
  - 作詞・作曲・編曲 - keeno
3. ＊Heart Confusion＊（Instrumental）
4. crave（Instrumental）

### Brilliant Wings
2018年6月20日に発売された。「Stellamaris」の3rdシングル。初回限定盤と通常盤が存在する。初回限定盤はボイスドラマCD『ステラマリス、休日を楽しむ』、グループロゴステッカー、『Re:ステージ！プリズムステップ』限定☆4カードプレゼントコード付き。Stellamarisの3rdシングル『＊Heart Confusion＊』とは同時発売。
1. Brilliant Wings
  - 作詞・作曲・編曲 - 久保正貴（Black Butterfly）
2. Time and Space
  - 作詞 - 太田彩華・俊龍 / 作曲 - 俊龍 / 編曲 - よる。
3. Brilliant Wings（Instrumental）
4. Time and Space（Instrumental）

### 367Days
2018年8月22日に発売された。「KiRaRe」の5thシングル。きゃにめ限定盤、初回限定盤と通常盤が存在する。きゃにめ限定盤はMusic Video「367Days」メイキングビデオDVD付き。また、きゃにめ限定盤と初回限定盤共にMusic Video「367Days」DVD付き。また、初回限定盤と通常盤共に『Re:ステージ！プリズムステップ』限定イラストカードのプレゼントコードが封入されている。
「367Days」は、2018年7月に行われた「PRISM☆LIVE!!〜2ndSTAGE〜Ready for Dream」のイベント中に、アニメ化の発表に合わせてKiRaReが歌う曲として制作された。作曲を担当したSoflan Daichiは、自信のブログでスタッフチームからKiRaReとファンの方々への贈り物のような曲と述べた。楽曲名は「367Days」ともう1つ案があったが、由来ともう1つの案については明言されなかった。
同時に収録された「冒険トラベラー」は、無人島で戯れるKiRaReという構想から始まっている。作詞を担当した高瀬愛虹もアニメ化について知らされており、新しいステージに立つということで最終的に無人島から海へ旅立つ歌となった。
全作曲・編曲 - 伊藤翼
1. 367Days
  - 作詞 - Soflan Daichi
2. 冒険トラベラー
  - 作詞 - 高瀬愛虹
3. 367Days（Instrumental）
4. 冒険トラベラー（Instrumental）

### Heroic Spark
2018年11月21日に発売された。「Tetrarkhia」の2ndシングル。Tetrarkhiaのシングルとしては初めてCD化された。きゃにめ限定盤、初回限定盤と通常盤が存在する。きゃにめ限定盤はMusic Video「Heroic Spark」メイキングビデオDVD付き。また、きゃにめ限定盤と初回限定盤共にMusic Video「Heroic Spark」DVD付き。また、初回限定盤と通常盤共に『Re:ステージ！プリズムステップ』限定イラストカードのプレゼントコードが封入されている。また、各店舗特典も存在する。
1. Heroic Spark
  - 作詞 - ミズノゲンキ / 作曲・編曲 - 馬渕直純
2. Seventeen Feels
  - 作詞・作曲・編曲 - 石川慧
3. Heroic Spark（Instrumental）
4. Seventeen Feels（Instrumental）

### Lumiere
2018年12月19日に発売された。「TROISANGES」の2ndシングル。TROISANGESのシングルとしては初めてCD化された。きゃにめ限定盤、初回限定盤と通常盤が存在する。きゃにめ限定盤はMusic Video「Lumiere」メイキングビデオDVD付きのほか、「白ver.＆黒ver.両面アナザージャケット」となっている。また、きゃにめ限定盤と初回限定盤共にMusic Video「Lumiere」DVD付き。また、初回限定盤と通常盤共に『Re:ステージ！プリズムステップ』限定イラストカードのプレゼントコードが封入されている。また、各店舗特典も存在する。
1. Lumiere
  - 作詞 - Soflan Daichi / 作曲 - 森本練 / 編曲 - 伊藤賢
2. Silent Dystopia
  - 作詞 - 高瀬愛虹 / 作曲 - 佐藤厚仁 / 編曲 - 伊藤翼
3. Lumiere（Instrumental）
4. Silent Dystopia（Instrumental）

### ハッピータイフーン
2019年3月27日に発売された。「KiRaRe」の6thシングル。初回限定盤と通常盤が存在する。初回限定盤共は「ハッピータイフーン」楽曲制作メイキング映像DVD付き。また、初回限定盤と通常盤共に『Re:ステージ！プリズムステップ』限定イラストカードのプレゼントコードが封入されている。また、各店舗特典も存在する。
全作曲・編曲 - 伊藤翼
1. ハッピータイフーン
  - 作詞 - やしきん
2. ステレオライフ
  - 作詞 - Soflan Daichi
3. ハッピータイフーン（Instrumental）
4. ステレオライフ（Instrumental）

### Don’t think, スマイル!!
2019年7月24日に発売された。『Re:ステージ! ドリームデイズ♪』SONG SERIESの第1弾である主題歌CD。「KiRaRe」の事実上の7thシングル。『Re:ステージ！プリズムステップ』限定イラストカードのプレゼントコードが封入されている。また、各店舗特典も存在する。
楽曲「Don’t think, スマイル!!」に対しては以下のような楽曲評があった。音楽ライターの北野創は、本曲を2019年の「アニソン／声優音楽年間ベスト10」の1曲に選出した上で、「ハイテンションかつカラフルに移り変わっていく曲調にワクワクが止まらない一曲」と評している。
それに対し、本曲のハイレゾ音源についてレビューを行ったオーディオライターの橋爪徹は、ストリングスやホーンをはじめとして、サックスやドラムなど賑やかな楽器構成になっていると指摘した。
全作曲・編曲 - 伊藤翼
1. Don’t think, スマイル!!
  - 作詞 - 高瀬愛虹
  - テレビアニメ『Re:ステージ! ドリームデイズ♪』OP主題歌
2. 憧れFuture Sign (Piano Strings Arrange)
  - 作詞 - やしきん
  - テレビアニメ『Re:ステージ! ドリームデイズ♪』ED主題歌（Arrange）
3. Don’t think, スマイル!!（Instrumental）
4. 憧れFuture Sign (Piano Strings Arrange)（Instrumental）

### Blooming, Blooming!（式宮舞菜）/ロケット（月坂紗由）
2019年8月21日に発売された。『Re:ステージ! ドリームデイズ♪』SONG SERIESの第2弾であるキャラクターソングで、第3弾および第4弾とは同時発売。『Re:ステージ！プリズムステップ』限定イラストカードのプレゼントコードが封入されている。また、各店舗特典も存在する。
1. Blooming, Blooming!
  - 作詞・作曲・編曲 - 園田健太郎 / 歌 - 式宮舞菜（牧野天音）
2. ロケット
  - 作詞・作曲 - 渡辺翔 / 編曲 - 伊藤翼 / 歌 - 月坂紗由（鬼頭明里）
3. Blooming, Blooming!（Instrumental）
4. ロケット（Instrumental）

### ガジェットはプリンセス（柊かえ）/せーので跳べって言ってんの!（本城香澄）
2019年8月21日に発売された。『Re:ステージ! ドリームデイズ♪』SONG SERIESの第3弾であるキャラクターソングで、第2弾および第4弾とは同時発売。『Re:ステージ！プリズムステップ』限定イラストカードのプレゼントコードが封入されている。また、各店舗特典も存在する。
1. ガジェットはプリンセス
  - 作詞・作曲・編曲 - sasakure.UK / 歌 - 柊かえ（立花芽恵夢）
2. せーので跳べって言ってんの!
  - 作詞・作曲 - 田淵智也 / 編曲 - 伊藤翼 / 歌 - 本城香澄（岩橋由佳）
3. ガジェットはプリンセス（Instrumental）
4. せーので跳べって言ってんの!（Instrumental）

### ひと夜ひと夜にひとりごと（市杵島瑞葉）/For you! For みい!（長谷川みい）
2019年8月21日に発売された。『Re:ステージ! ドリームデイズ♪』SONG SERIESの第4弾であるキャラクターソングで、第2弾および第3弾とは同時発売。『Re:ステージ！プリズムステップ』限定イラストカードのプレゼントコードが封入されている。また、各店舗特典も存在する。
1. ひと夜ひと夜にひとりごと
  - 作詞 - 高瀬愛虹 / 作曲・編曲 - 白戸佑輔 / 歌 - 市杵島瑞葉（田澤茉純）
2. For you! For みい!
  - 作詞・作曲・編曲 - やしきん / 歌 - 長谷川みい（空見ゆき）
3. ひと夜ひと夜にひとりごと（Instrumental）
4. For you! For みい!（Instrumental）

### Sin City
2022年5月11日に発売された。「本城香澄・一条瑠夏・坂東美久龍」のシングル。配信限定で、CDは発売されていない。メンバーは2021年8月にリステップのリリース"だいたい"4周年を記念して行われた第1回投票イベント「みんなで投票!-新曲を歌う3人を決めよう-」によって選出された。4週連続新曲配信の第1弾。
1. Sin City
  - 作詞・作曲・編曲 - Randee

### ちぐはぐメロディ
2022年5月18日に発売された。「式宮舞菜・月坂紗由・岬珊瑚」のシングル。配信限定で、CDは発売されていない。メンバーは2021年9月にリステップのリリース"だいたい"4周年を記念して行われた第2回投票イベント「みんなで投票!-新曲を歌う3人を決めよう-」によって選出された。4週連続新曲配信の第2弾。
1. ちぐはぐメロディ
  - 作詞 - 島田葵 / 作曲・編曲 - Acky Lano

### ユニゾンモノローグ
2022年5月25日に発売された。「Tetrarkhia」の事実上の3rdシングル。配信限定で、CDは発売されていない。4週連続新曲配信の第3弾。
エンタメ総合情報番組「アニゲー☆イレブン!」2022年11月度EDテーマ。
1. ユニゾンモノローグ
  - 作詞 - 島田葵 / 作曲・編曲 - 下野隼

### 銀河の雫
2022年6月1日に発売された。「TROISANGES」の事実上の3rdシングル。配信限定で、CDは発売されていない。4週連続新曲配信の第4弾。
1. 銀河の雫
  - 作詞・作曲・編曲 - 塩野海

### Clematis -クレマチス-
2018年6月20日に発売された。「Stellamaris」の事実上の4thシングル。配信限定で、CDは発売されていない。
1. Clematis -クレマチス-
  - 作詞 - 久保正貴（Black Butterfly） / 作曲 - 俊龍 / 編曲 - よる。

### Ideal/Idol
2022年8月5日に発売された。「KiRaRe」の事実上の8thシングル。配信限定で、CDは発売されていない。
1. Ideal/Idol（アイディアル・スラッシュ・アイドル）
  - 作詞 - 森本練 / 作曲・編曲 - 伊藤翼

## アルバム
レーベルはポニーキャニオンあるいはhotarubi。
| アルバム名                          | 概略                                                                             | 発売日         |
| ----------------------------------- | -------------------------------------------------------------------------------- | -------------- |
| キラリズム                          | 「KiRaRe」1stアルバム                                                            | 2017年5月17日  |
| DRe:AMER（KiRaRe盤）                | TVアニメ「Re:ステージ! ドリームデイズ♪」SONG SERIES5 挿入歌ミニアルバム          | 2019年10月2日  |
| Pullulate                           | 「オルタンシア」1stアルバム                                                      | 2019年2月27日  |
| DRe:AMER（オルタンシア盤）          | TVアニメ「Re:ステージ! ドリームデイズ♪」SONG SERIES6 挿入歌ミニアルバム          | 2019年10月2日  |
| Q.E.D                               | 「Stellamaris」1stアルバム                                                       | 2019年1月30日  |
| DRe:AMER（ステラマリス盤）          | TVアニメ「Re:ステージ! ドリームデイズ♪」SONG SERIES7 挿入歌ミニアルバム          | 2019年10月2日  |
| CAMPANELLA                          | 「TROISANGES」1stミニアルバム                                                    | 2018年3月7日   |
| Loved One                           | TVアニメ「Re:ステージ! ドリームデイズ♪」SONG SERIES9 「TROISANGES」ミニアルバム  | 2019年11月6日  |
| Raise Your Fist                     | 「Tetrarkhia」1stミニアルバム                                                    | 2018年3月7日   |
| Be the CHANGE.                      | TVアニメ「Re:ステージ! ドリームデイズ♪」SONG SERIES10 「Tetrarkhia」ミニアルバム | 2019年11月6日  |
| Chain of Dream                      | 各グループの新規楽曲を収録したコンセプトミニアルバム                             | 2020年12月16日 |
| Re:STAGE! THE BEST                  | 各グループの楽曲を収録したベストアルバム                                         | 2021年3月17日  |
| Reboot                              | 各グループの楽曲を収録したコンセプトミニアルバム                                 | 2022年9月7日   |
| ORIGINAL SOUNDTRACK／KOHTA YAMAMOTO | TVアニメ「Re:ステージ! ドリームデイズ♪」SONG SERIES8 オリジナルサウンドトラック  | 2019年10月2日  |

### キラリズム
2017年5月17日に発売されたKiRaReの1stアルバム。初回限定盤と通常盤が存在する。ジャケットイラストにはKiRaReが描かれ、イラストは「檜坂はざら」が担当している。
初回限定盤は、2017年2月25日に行われた「『KiRaRe』&『オルタンシア』合同リリースイベント」のうち「KiRaRe」が歌う楽曲の1番のみを収録したリリースイベントLIVE映像と「憧れFuture Sign」のミュージックビデオを収録したDVD、フォトブックおよびキャストサイン入りアナザージャケット付き。きゃにめ特典CDには新録デュエット曲のソロバージョンと収録楽曲のInstrumentalバージョンが収録された。
| 全作曲・編曲: 伊藤翼。 |                            |               |            |                       |
| #                      | タイトル                   | 作詞          | 作曲・編曲 | 歌                    |
| 1.                     | 「Do it!! PARTY!!」        | hotaru        | 伊藤翼     | KiRaRe                |
| 2.                     | 「リメンバーズ!」          | 仰木日向      | 伊藤翼     | KiRaRe                |
| 3.                     | 「GROWING!!」              | 高瀬愛虹      | 伊藤翼     | 式宮舞菜&月坂紗由     |
| 4.                     | 「夏の約束」               | 仰木日向      | 伊藤翼     | KiRaRe                |
| 5.                     | 「キライキライCЯY」        | Soflan Daichi | 伊藤翼     | 市杵島瑞葉&長谷川みい |
| 6.                     | 「君に贈るAngel Yell」     | 仰木日向      | 伊藤翼     | 柊かえ&本城香澄       |
| 7.                     | 「ク・ルリラビー」         | Kyo Haneda    | 伊藤翼     | KiRaRe                |
| 8.                     | 「憧れFuture Sign」        | やしきん      | 伊藤翼     | KiRaRe                |
| 9.                     | 「Startin' My Re:STAGE!!」 | 仰木日向      | 伊藤翼     | KiRaRe                |

ディスク:2
1. Startin' My Re:STAGE!!
2. 夏の約束
3. 憧れFuture Sign
4. 君に贈るAngel Yell
5. リメンバーズ!
6. 「憧れFuture Sign」PV冒頭

### CAMPANELLA
2018年3月7日に発売された。TROISANGESの1stミニアルバム。初回限定盤はトロワアンジュグループロゴステッカー付きで、『Re:ステージ！プリズムステップ』限定イラストカードのプレゼントコードも封入されている。Tetrarkhiaの1stミニアルバム『Raise Your Fist』とは同時発売。
| 全作曲・編曲: 伊藤翼。 |                                      |               |            |            |
| #                      | タイトル                             | 作詞          | 作曲・編曲 | 歌         |
| 1.                     | 「STORIA」                           | Soflan Daichi | 伊藤翼     | TROISANGES |
| 2.                     | 「月影のトロイメライ」               | 高瀬愛虹      | 伊藤翼     | TROISANGES |
| 3.                     | 「エンゼルランプ」                   | 高瀬愛虹      | 伊藤翼     | TROISANGES |
| 4.                     | 「Cresc.Heart」                      | Soflan Daichi | 伊藤翼     | TROISANGES |
| 5.                     | 「Sinfonia」                         | 高瀬愛虹      | 伊藤翼     | TROISANGES |
| 6.                     | 「STORIA」(Instrumental)             |               | 伊藤翼     |            |
| 7.                     | 「月影のトロイメライ」(Instrumental) |               | 伊藤翼     |            |
| 8.                     | 「エンゼルランプ」(Instrumental)     |               | 伊藤翼     |            |
| 9.                     | 「Cresc.Heart」(Instrumental)        |               | 伊藤翼     |            |
| 10.                    | 「Sinfonia」(Instrumental)           |               | 伊藤翼     |            |

### Raise Your Fist
2018年3月7日に発売された。Tetrarkhiaの1stミニアルバム。初回限定盤はテトラルキアグループロゴステッカー付きで、『Re:ステージ！プリズムステップ』限定イラストカードのプレゼントコードも封入されている。TROISANGESの1stミニアルバム『CAMPANELLA』とは同時発売。
| 全作詞・作曲: 石川慧。 |                                 |        |            |        |            |
| #                      | タイトル                        | 作詞   | 作曲・編曲 | 編曲   | 歌         |
| 1.                     | 「カナリア」                    | 石川慧 | 石川慧     | 石川慧 | Tetrarkhia |
| 2.                     | 「Fearless Girl」               | 石川慧 | 石川慧     | 伊藤翼 | Tetrarkhia |
| 3.                     | 「Stay Together」               | 石川慧 | 石川慧     | 伊藤翼 | Tetrarkhia |
| 4.                     | 「境界線」                      | 石川慧 | 石川慧     | 石川慧 | Tetrarkhia |
| 5.                     | 「Shine on Me!!」               | 石川慧 | 石川慧     | 伊藤翼 | Tetrarkhia |
| 6.                     | 「カナリア」(Instrumental)      | 石川慧 | 石川慧     |        |            |
| 7.                     | 「Fearless Girl」(Instrumental) | 石川慧 | 石川慧     |        |            |
| 8.                     | 「Stay Together」(Instrumental) | 石川慧 | 石川慧     |        |            |
| 9.                     | 「境界線」(Instrumental)        | 石川慧 | 石川慧     |        |            |
| 10.                    | 「Shine on Me!!」(Instrumental) | 石川慧 | 石川慧     |        |            |

### Q.E.D.
2019年1月30日に発売された。Stellamarisの1stアルバム。きゃにめ限定盤、初回限定盤と通常盤が存在する。きゃにめ限定盤はブックレット撮影メイキングビデオDVD付き。また、きゃにめ限定盤と初回限定盤共にMusic Video「Secret Dream」Blu-ray付き。また、初回限定盤と通常盤共に『Re:ステージ！プリズムステップ』限定イラストカードのプレゼントコードが封入されている。また、各店舗特典も存在する。
| #   | タイトル                | 作詞                        | 作曲                        | 編曲                        | 歌                     |
| --- | ----------------------- | --------------------------- | --------------------------- | --------------------------- | ---------------------- |
| 1.  | 「InFiction」           | ヨシダタクミ                | ヨシダタクミ                | 中島生也                    | Stellamaris            |
| 2.  | 「Stage of Star」       | 彩華れい・俊龍              | 俊龍                        | Sizuk                       | Stellamaris            |
| 3.  | 「Time and Space」      | 太田彩華・俊龍              | 俊龍                        | よる。                      | Stellamaris            |
| 4.  | 「Secret Dream」        | 彩華れい・俊龍              | 俊龍                        | よる。                      | Stellamaris            |
| 5.  | 「恋はフュージョン」    | 久保正貴（Black Butterfly） | 久保正貴（Black Butterfly） | YUPA                        | Stellamaris            |
| 6.  | 「Glory Star」          | 園田健太郎                  | 園田健太郎                  | 園田健太郎                  | 岬珊瑚（田中あいみ）   |
| 7.  | 「惑わしラプソディ」    | 久保正貴（Black Butterfly） | 久保正貴（Black Butterfly） | 久保正貴（Black Butterfly） | 一条瑠夏（諏訪彩花）   |
| 8.  | 「DESERT BLACK FLOWER」 | 真崎エリカ                  | 原田篤（Arte Refact）       | 原田篤（Arte Refact）       | 式宮碧音（高橋未奈美） |
| 9.  | 「Realize」             | 久保正貴（Black Butterfly） | 久保正貴（Black Butterfly） | YUPA                        | Stellamaris            |
| 10. | 「Brilliant Wings」     | 久保正貴（Black Butterfly） | 久保正貴（Black Butterfly） | 久保正貴（Black Butterfly） | Stellamaris            |

### Pullulate
2019年2月27日に発売された。オルタンシアの1stアルバム。きゃにめ限定盤、初回限定盤と通常盤が存在する。きゃにめ限定盤はブックレット撮影メイキングビデオDVD付き。また、きゃにめ限定盤と初回限定盤共にMusic Video「Purple Rays」Blu-ray付き。また、初回限定盤と通常盤共に『Re:ステージ！プリズムステップ』限定イラストカードのプレゼントコードが封入されている。また、各店舗特典も存在する。
| #  | タイトル                              | 作詞                 | 作曲                   | 編曲                   | 歌                           |
| -- | ------------------------------------- | -------------------- | ---------------------- | ---------------------- | ---------------------------- |
| 1. | 「君とインフィニティ」                | ゆよゆっぺ           | ゆよゆっぺ             | ゆよゆっぺ             | オルタンシア                 |
| 2. | 「Dream a gate」                      | Manami (TRYTONELABO) | 池田健仁 (TRYTONELABO) | 池田健仁 (TRYTONELABO) | オルタンシア                 |
| 3. | 「crave」                             | keeno                | keeno                  | keeno                  | オルタンシア                 |
| 4. | 「FlowerS〜となりで咲く花のように〜」 | 森由里子             | 滝澤俊輔 (TRYTONELABO) | 滝澤俊輔 (TRYTONELABO) | オルタンシア                 |
| 5. | 「あのね」                            | DECO*27              | DECO*27                | Rockwell               | 伊津村紫（CV：小澤亜李）     |
| 6. | 「アイノウ・アイノウ」                | ヒゲドライバー       | ヒゲドライバー         | 烏屋茶房               | 伊津村陽花（CV：花守ゆみり） |
| 7. | 「Purple Rays」                       | ヒゲドライバー       | ヒゲドライバー         | ヒゲドライバー         | オルタンシア                 |
| 8. | 「*Heart Confusion*」                 | こだまさおり         | 田中秀和(MONACA)       | 田中秀和(MONACA)       | オルタンシア                 |
| 9. | 「Dear マイフレンド」                 | Junky                | Junky                  | Junky                  | オルタンシア                 |

### DRe:AMER（KiRaRe盤）
2019年10月2日に発売された。『Re:ステージ! ドリームデイズ♪』SONG SERIESの第5弾であるKirareのミニアルバム。主に、アニメで登場したKiRaReの新曲を含む楽曲が収録されている。アニメのBD1巻と同時に2019年9月25日販売予定だったが、10月2日にずれ込んだ。封入特典は、『Re:ステージ！プリズムステップ』限定☆4カードプレゼントコード。法人別に、購入特典が存在する。
| 全作曲・編曲: 伊藤翼。 |                                   |               |            |                           |
| #                      | タイトル                          | 作詞          | 作曲・編曲 | 歌                        |
| 1.                     | 「キラメキFuture」                | 高瀬愛虹      | 伊藤翼     | KiRaRe                    |
| 2.                     | 「OvertuRe:」                     | Soflan Daichi | 伊藤翼     | KiRaRe                    |
| 3.                     | 「ミライKeyノート」               | 高瀬愛虹      | 伊藤翼     | ここぱんな（CV:岩橋由佳） |
| 4.                     | 「宣誓センセーション」            | 高瀬愛虹      | 伊藤翼     | KiRaRe                    |
| 5.                     | 「367Days」                       | Soflan Daichi | 伊藤翼     | KiRaRe                    |
| 6.                     | 「キラメキFuture」(Instrumental)  |               | 伊藤翼     |                           |
| 7.                     | 「OvertuRe:」(Instrumental)       |               | 伊藤翼     |                           |
| 8.                     | 「ミライKeyノート」(Instrumental) |               | 伊藤翼     |                           |

### DRe:AMER（オルタンシア盤）
2019年10月2日に発売された。『Re:ステージ! ドリームデイズ♪』SONG SERIESの第6弾であるオルタンシアのミニアルバム。アニメで登場したKiRaReの新曲と、オルタンシアの新曲が収録されている。アニメのBD1巻と同時に2019年9月25日販売予定だったが、10月2日にずれ込んだ。封入特典は、『Re:ステージ！プリズムステップ』限定☆4カードプレゼントコード。法人別に、購入特典が存在する。
| #  | タイトル                         | 作詞           | 作曲・編曲     | 歌           |
| -- | -------------------------------- | -------------- | -------------- | ------------ |
| 1. | 「キラメキFuture」               | 高瀬愛虹       | 伊藤翼         | KiRaRe       |
| 2. | 「OvertuRe:」                    | Soflan Daichi  | 伊藤翼         | KiRaRe       |
| 3. | 「Yes, We Are!!!」               | ヒゲドライバー | ヒゲドライバー | オルタンシア |
| 4. | 「Purple Rays」                  | ヒゲドライバー | ヒゲドライバー | オルタンシア |
| 5. | 「キラメキFuture」(Instrumental) |                |                |              |
| 6. | 「OvertuRe:」(Instrumental)      |                |                |              |
| 7. | 「Yes, We Are!!!」(Instrumental) |                |                |              |

### DRe:AMER（ステラマリス盤）
2019年10月2日に発売された。『Re:ステージ! ドリームデイズ♪』SONG SERIESの第7弾であるStellamarisのミニアルバム。アニメで登場したKiRaReの新曲と、Stellamarisの新曲が収録されている。アニメのBD1巻と同時に2019年9月25日販売予定だったが、10月2日にずれ込んだ。封入特典は、『Re:ステージ！プリズムステップ』限定☆4カードプレゼントコード。法人別に、購入特典が存在する。
| #  | タイトル                                      | 作詞                        | 作曲・編曲                  | 歌          |
| -- | --------------------------------------------- | --------------------------- | --------------------------- | ----------- |
| 1. | 「キラメキFuture」                            | 高瀬愛虹                    | 伊藤翼                      | KiRaRe      |
| 2. | 「OvertuRe:」                                 | Soflan Daichi               | 伊藤翼                      | KiRaRe      |
| 3. | 「Like the Sun, Like the Moon」               | Sizuk                       | Sizuk                       | Stellamaris |
| 4. | 「Brilliant Wings」                           | 久保正貴（Black Butterfly） | 久保正貴（Black Butterfly） | Stellamaris |
| 5. | 「キラメキFuture」(Instrumental)              |                             |                             |             |
| 6. | 「OvertuRe:」(Instrumental)                   |                             |                             |             |
| 7. | 「Like the Sun, Like the Moon」(Instrumental) |                             |                             |             |

### Loved One
2019年11月6日に発売された。『Re:ステージ! ドリームデイズ♪』SONG SERIESの第9弾であるTROISANGESのミニアルバム。第5から第8弾までのミニアルバムとは違い、全ての楽曲がアニメに登場しない新曲である。ミニアルバムの発表が行われた週に『第36回ハイスコアチャレンジ-Dears...-』が発表され、期間限定で『Re:ステージ！プリズムステップ』内でプレイすることができた。法人別に、購入特典が存在する。
| #  | タイトル                    | 作詞                   | 作曲                   | 編曲                   | 歌                        |
| -- | --------------------------- | ---------------------- | ---------------------- | ---------------------- | ------------------------- |
| 1. | 「Dears...」                | 高瀬愛虹               | 伊藤翼                 | 伊藤翼                 | TROISANGES                |
| 2. | 「優しい風」                | Noda Akiko             | Noda Akiko             | SHIKI                  | 白鳥天葉（CV:日岡なつみ） |
| 3. | 「Skip」                    | SHOW（Digz.Inc,Group） | SHOW（Digz.Inc,Group） | SHOW（Digz.Inc,Group） | 緋村那岐咲（CV:長妻樹里） |
| 4. | 「Twin Moon」               | Soflan Daichi          | 加藤有加利・遠藤ナオキ | 遠藤ナオキ             | 帆風奏（CV:阿部里果）     |
| 5. | 「Dears...」(Instrumental)  |                        |                        |                        |                           |
| 6. | 「優しい風」(Instrumental)  |                        |                        |                        |                           |
| 7. | 「Skip」(Instrumental)      |                        |                        |                        |                           |
| 8. | 「Twin Moon」(Instrumental) |                        |                        |                        |                           |

### Be the CHANGE.
2019年11月6日に発売された。『Re:ステージ! ドリームデイズ♪』SONG SERIESの第10弾であるTetrarkhiaのミニアルバム。第5から第8弾までのミニアルバムとは違い、全ての楽曲がアニメに登場しない新曲である。法人別に、購入特典が存在する。
| #   | タイトル                            | 作詞         | 作曲・編曲         | 歌                          |
| --- | ----------------------------------- | ------------ | ------------------ | --------------------------- |
| 1.  | 「Ambitious Pieces」                | 雨野どんぐり | Yocke              | Tetrarkhia                  |
| 2.  | 「Flavor Youth」                    | 石川慧       | 石川慧             | 坂東美久龍（CV:山田奈都美） |
| 3.  | 「T.A.I.YOU」                       | 塩野海       | 塩野海             | 南風野朱莉（CV:高柳知葉）   |
| 4.  | 「One Step Ahead」                  | 森本練       | 森本練             | 西館ハク（CV:佐藤実季）     |
| 5.  | 「Invisible Diamond」               | 佐藤サビオ   | 藤井健太郎（HANO） | 城北玄刃（CV:西田望見）     |
| 6.  | 「Ambitious Pieces」(Instrumental)  |              |                    |                             |
| 7.  | 「Flavor Youth」(Instrumental)      |              |                    |                             |
| 8.  | 「T.A.I.YOU」(Instrumental)         |              |                    |                             |
| 9.  | 「One Step Ahead」(Instrumental)    |              |                    |                             |
| 10. | 「Invisible Diamond」(Instrumental) |              |                    |                             |

### Chain of Dream
2020年12月16日に発売された。KiRaRe、オルタンシア、Stellamaris、TROISANGES、Tetrarkhiaから各1曲が収録されたコンセプトミニアルバム。リステップEditionとして『Re:ステージ!プリズムステップ』に収録されているゲームバージョンが追加収録されたものもこの項目で記載する。
このタイトルは2021年4月に行われたワンマンライブのサブタイトルと同一でもある。
封入特典として『Re:ステージ!プリズムステップ』プレゼントコード、『Re:ステージ! ワンマンLIVE!! ~Chain of Dream~』チケット優先販売申込券が封入されていた。法人別に、購入特典が存在する。
| #   | タイトル                            | 作詞                      | 作曲・編曲         | 歌           |
| --- | ----------------------------------- | ------------------------- | ------------------ | ------------ |
| 1.  | 「Bridge to Dream」                 | 久保正貴(Black Butterfly) | 久保正貴・鶴﨑輝一 | Stellamaris  |
| 2.  | 「Re:Rays」                         | ヒゲドライバー            | ヒゲドライバー     | オルタンシア |
| 3.  | 「Tomorrow Melodies」               | 高瀬愛虹                  | 森本 練            | TROISANGES   |
| 4.  | 「Pins＆Needles」                   | 石川慧                    | 石川慧             | Tetrarkhia   |
| 5.  | 「We Remember」                     | 田淵智也                  | 伊藤 翼            | KiRaRe       |
| 6.  | 「Bridge to Dream」(Instrumental)   |                           |                    |              |
| 7.  | 「Re:Rays」(Instrumental)           |                           |                    |              |
| 8.  | 「Tomorrow Melodies」(Instrumental) |                           |                    |              |
| 9.  | 「Pins＆Needles」(Instrumental)     |                           |                    |              |
| 10. | 「We Remember」(Instrumental)       |                           |                    |              |
| 11. | 「Bridge to Dream」(Game Edit)      |                           |                    |              |
| 12. | 「Re:Rays」(Game Edit)              |                           |                    |              |
| 13. | 「Tomorrow Melodies」(Game Edit)    |                           |                    |              |
| 14. | 「Pins＆Needles」(Game Edit)        |                           |                    |              |
| 15. | 「We Remember」(Game Edit)          |                           |                    |              |

通常版にはトラック11〜15は未収録。

### Re:STAGE! THE BEST
2021年3月17日に発売された。KiRaRe、オルタンシア、Stellamaris、TROISANGES、Tetrarkhiaの各楽曲（全47曲）の収録に加え、初となる18名全員での新曲1曲も収録した4枚組。
新曲「私たち、四季を遊ぶんです！！」は、作詞を俊龍、作曲を伊藤翼、編曲をヒゲドライバーと、これまでの「Re:ステージ！」の各ユニットの楽曲を制作してきた作家陣によって制作された。DISC-4には、オルタンシア（小澤亜李、嶺内ともみ）が歌唱するグループ曲が一挙収録された。
封入特典として『Re:ステージ！プリズムステップ』プレゼントコードが封入されている。法人別に、購入特典が存在する。
きゃにめ限定盤は、CDパッケージに加え、各グループごとの全員曲を厳選して収録した30cmLP盤を外付けで付属したスペシャルパッケージ仕様となっている。
| #   | タイトル                               | 作詞                        | 作曲                        | 編曲                   | 歌           |
| --- | -------------------------------------- | --------------------------- | --------------------------- | ---------------------- | ------------ |
| 1.  | 「Startin' My Re:STAGE!!」             | 仰木日向                    | 伊藤翼                      | 伊藤翼                 | KiRaRe       |
| 2.  | 「リメンバーズ!」                      | 仰木日向                    | 伊藤翼                      | 伊藤翼                 | KiRaRe       |
| 3.  | 「君に贈るAngel Yell」                 | 仰木日向                    | 伊藤翼                      | 伊藤翼                 | KiRaRe       |
| 4.  | 「憧れFuture Sign」                    | やしきん                    | 伊藤翼                      | 伊藤翼                 | KiRaRe       |
| 5.  | 「夏の約束」                           | 仰木日向                    | 伊藤翼                      | 伊藤翼                 | KiRaRe       |
| 6.  | 「FlowerS 〜となりで咲く花のように〜」 | 森由里子                    | 滝澤俊輔 (TRYTONELABO)      | 滝澤俊輔 (TRYTONELABO) | オルタンシア |
| 7.  | 「Dream a gate」                       | Manami (TRYTONELABO)        | 池田健仁 (TRYTONELABO)      | 池田健仁 (TRYTONELABO) | オルタンシア |
| 8.  | 「Stage of Star」                      | 彩華れい・俊龍              | 俊龍                        | Sizuk                  | Stellamaris  |
| 9.  | 「恋はフュージョン」                   | 久保正貴（Black Butterfly） | 久保正貴（Black Butterfly） | YUPA                   | Stellamaris  |
| 10. | 「Do it!! PARTY!!」                    | hotaru                      | 伊藤翼                      | 伊藤翼                 | KiRaRe       |
| 11. | 「Purple Rays」                        | ヒゲドライバー              | ヒゲドライバー              | ヒゲドライバー         | オルタンシア |
| 12. | 「Dear マイフレンド」                  | Junky                       | Junky                       | Junky                  | オルタンシア |
| 13. | 「Secret Dream」                       | 彩華れい・俊龍              | 俊龍                        | よる。                 | Stellamaris  |
| 14. | 「Realize」                            | 久保正貴（Black Butterfly） | 久保正貴（Black Butterfly） | YUPA                   | Stellamaris  |
| 15. | 「Cresc.Heart」                        | Soflan Daichi               | 伊藤翼                      | 伊藤翼                 | TROISANGES   |
| 16. | 「月影のトロイメライ」                 | 高瀬愛虹                    | 伊藤翼                      | 伊藤翼                 | TROISANGES   |

| #   | タイトル                | 作詞                        | 作曲                        | 編曲                        | 歌           |
| --- | ----------------------- | --------------------------- | --------------------------- | --------------------------- | ------------ |
| 1.  | 「Fearless Girl」       | 石川慧                      | 石川慧                      | 伊藤翼                      | Tetrarkhia   |
| 2.  | 「Shine on Me!!」       | 石川慧                      | 石川慧                      | 伊藤翼                      | Tetrarkhia   |
| 3.  | 「宣誓センセーション」  | 高瀬愛虹                    | 伊藤翼                      | 伊藤翼                      | KiRaRe       |
| 4.  | 「WINTER JEWELS」       | 高瀬愛虹                    | 伊藤翼                      | 伊藤翼                      | KiRaRe       |
| 5.  | 「STORIA」              | Soflan Daichi               | 伊藤翼                      | 伊藤翼                      | TROISANGES   |
| 6.  | 「エンゼルランプ」      | 高瀬愛虹                    | 伊藤翼                      | 伊藤翼                      | TROISANGES   |
| 7.  | 「Sinfonia」            | 高瀬愛虹                    | 伊藤翼                      | 伊藤翼                      | TROISANGES   |
| 8.  | 「カナリア」            | 石川慧                      | 石川慧                      | 石川慧                      | Tetrarkhia   |
| 9.  | 「Stay Together」       | 石川慧                      | 石川慧                      | 伊藤翼                      | Tetrarkhia   |
| 10. | 「境界線」              | 石川慧                      | 石川慧                      | 石川慧                      | Tetrarkhia   |
| 11. | 「＊Heart Confusion＊」 | こだまさおり                | 田中秀和 (MONACA)           | 田中秀和 (MONACA)           | オルタンシア |
| 12. | 「crave」               | keeno                       | keeno                       | keeno                       | オルタンシア |
| 13. | 「Brilliant Wings」     | 久保正貴（Black Butterfly） | 久保正貴（Black Butterfly） | 久保正貴（Black Butterfly） | Stellamaris  |
| 14. | 「Time and Space」      | 太田彩華・俊龍              | 俊龍                        | よる。                      | Stellamaris  |
| 15. | 「367Days」             | Soflan Daichi               | 伊藤翼                      | 伊藤翼                      | KiRaRe       |
| 16. | 「冒険トラベラー」      | 高瀬愛虹                    | 伊藤翼                      | 伊藤翼                      | KiRaRe       |

| #   | タイトル                         | 作詞           | 作曲           | 編曲           | 歌                 |
| --- | -------------------------------- | -------------- | -------------- | -------------- | ------------------ |
| 1.  | 「Lumiere」                      | Soflan Daichi  | 森本練         | 伊藤賢         | TROISANGES         |
| 2.  | 「Silent Dystopia」              | 高瀬愛虹       | 佐藤厚仁       | 伊藤翼         | TROISANGES         |
| 3.  | 「Heroic Spark」                 | ミズノゲンキ   | 馬渕直純       | 馬渕直純       | Tetrarkhia         |
| 4.  | 「Seventeen Feels」              | 石川慧         | 石川慧         | 石川慧         | Tetrarkhia         |
| 5.  | 「InFiction」                    | ヨシダタクミ   | ヨシダタクミ   | 中島生也       | Stellamaris        |
| 6.  | 「君とインフィニティ」           | ゆよゆっぺ     | ゆよゆっぺ     | ゆよゆっぺ     | オルタンシア       |
| 7.  | 「ハッピータイフーン」           | やしきん       | 伊藤翼         | 伊藤翼         | KiRaRe             |
| 8.  | 「ステレオライフ」               | Soflan Daichi  | 伊藤翼         | 伊藤翼         | KiRaRe             |
| 9.  | 「Don’t think, スマイル!!」      | 高瀬愛虹       | 伊藤翼         | 伊藤翼         | KiRaRe             |
| 10. | 「キラメキFuture」               | 高瀬愛虹       | 伊藤翼         | 伊藤翼         | KiRaRe             |
| 11. | 「OvertuRe:」                    | Soflan Daichi  | 伊藤翼         | 伊藤翼         | KiRaRe             |
| 12. | 「Yes, We Are!!!」               | ヒゲドライバー | ヒゲドライバー | ヒゲドライバー | オルタンシア       |
| 13. | 「Like the sun, Like the Moon」  | Sizuk          | Sizuk          | Sizuk          | Stellamaris        |
| 14. | 「Dears…」                       | 高瀬愛虹       | 伊藤翼         | 伊藤翼         | TROISANGES         |
| 15. | 「Ambitious Pieces」             | 雨野どんぐり   | Yocke          | Yocke          | Tetrarkhia         |
| 16. | 「私たち、四季を遊ぶんです！！」 | 俊龍           | 伊藤翼         | ヒゲドライバー | Re:STAGE! ALL IDOL |

| #  | タイトル                                      | 作詞                 | 作曲                   | 編曲                   | 歌           |
| -- | --------------------------------------------- | -------------------- | ---------------------- | ---------------------- | ------------ |
| 1. | 「FlowerS 〜となりで咲く花のように〜 -2021-」 | 森由里子             | 滝澤俊輔 (TRYTONELABO) | 滝澤俊輔 (TRYTONELABO) | オルタンシア |
| 2. | 「Dream a gate -2021-」                       | Manami (TRYTONELABO) | 池田健仁 (TRYTONELABO) | 池田健仁 (TRYTONELABO) | オルタンシア |
| 3. | 「Purple Rays -2021-」                        | ヒゲドライバー       | ヒゲドライバー         | ヒゲドライバー         | オルタンシア |
| 4. | 「Dear マイフレンド -2021-」                  | Junky                | Junky                  | Junky                  | オルタンシア |
| 5. | 「＊Heart Confusion＊ -2021-」                | こだまさおり         | 田中秀和 (MONACA)      | 田中秀和 (MONACA)      | オルタンシア |
| 6. | 「crave -2021-」                              | keeno                | keeno                  | keeno                  | オルタンシア |
| 7. | 「君とインフィニティ -2021-」                 | ゆよゆっぺ           | ゆよゆっぺ             | ゆよゆっぺ             | オルタンシア |
| 8. | 「Yes, We Are!!! -2021-」                     | ヒゲドライバー       | ヒゲドライバー         | ヒゲドライバー         | オルタンシア |

### Reboot
2022年9月7日に発売された。前述の2021年8月および9月に行われた投票イベント「みんなで投票!-新曲を歌う3人を決めよう-」で選ばれた特別ユニットと、KiRaRe、オルタンシア、Stellamaris、TROISANGES、Tetrarkhiaから各1曲が収録されたコンセプトミニアルバム。
本作より、公式ECサイト「Re:ステージ! プリズムステップ 稀星学園購買部」での販売となる。また、このタイトルは2022年12月に行われる予定の4thライブのサブタイトルと同一でもある。
封入特典として『Re:ステージ!プリズムステップ』プレゼントコード、『Re:ステージ!プリズムステップ』トレカ×1枚（全3種※ランダム）、『Re:ステージ! PRISM☆LIVE! 4th STAGE 〜Reboot〜』チケット優先販売申込券が封入されていた。
| #   | タイトル                                | 作詞                        | 作曲      | 編曲      | 歌                             |
| --- | --------------------------------------- | --------------------------- | --------- | --------- | ------------------------------ |
| 1.  | 「Sin City」                            | Randee                      | Randee    | Randee    | 本城香澄・一条瑠夏・坂東美久龍 |
| 2.  | 「ちぐはぐメロディ」                    | 島田葵                      | Acky Lano | Acky Lano | 式宮舞菜・月坂紗由・岬珊瑚     |
| 3.  | 「ユニゾンモノローグ」                  | 島田葵                      | 下野隼    | 下野隼    | Tetrarkhia                     |
| 4.  | 「銀河の雫」                            | 塩野海                      | 塩野海    | 塩野海    | TROISANGES                     |
| 5.  | 「Clematis -クレマチス-」               | 久保正貴（Black Butterfly） | 俊龍      | よる。    | Stellamaris                    |
| 6.  | 「雨音ファンファーレ」                  | 島田葵                      | ヘリP     | 下野隼    | オルタンシア                   |
| 7.  | 「Ideal/Idol」                          | 森本練                      | 伊藤翼    | 伊藤翼    | KiRaRe                         |
| 8.  | 「Sin City」(Instrumental)              |                             |           |           |                                |
| 9.  | 「ちぐはぐメロディ」(Instrumental)      |                             |           |           |                                |
| 10. | 「ユニゾンモノローグ」(Instrumental)    |                             |           |           |                                |
| 11. | 「銀河の雫」(Instrumental)              |                             |           |           |                                |
| 12. | 「Clematis -クレマチス-」(Instrumental) |                             |           |           |                                |
| 13. | 「雨音ファンファーレ」(Instrumental)    |                             |           |           |                                |
| 14. | 「Ideal/Idol」(Instrumental)            |                             |           |           |                                |

## ライブ映像作品

### Re:ステージ! PRISM☆LIVE!! 2nd STAGE〜Ready for Dream〜
2018年12月19日に販売されたライブの映像作品。同年7月1日に山野ホールで開催した「PRISM☆LIVE!! 2nd STAGE〜Ready for Dream〜」を映像化したBlu-rayである。
「Re:ステージ」のライブ作品が映像化されるのは、キラリズムの初回限定版に収録された映像特典に引き続き2作目。ジャケット写真は2ndライブのイメージ画像が使われている。一般販売されておらずきゃにめが唯一の販売店である。また「Re:ステージ! 1st TOUR ~INTERSECT~」チケット優先販売申込券が封入されている。
収録曲
1. 宣誓センセーション / KiRaRe
2. Dream a gate / オルタンシア
3. Fearless Girl / テトラルキア
4. 月影のトロイメライ / トロワアンジュ
5. Brilliant Wings / ステラマリス
6. WINTER JEWELS / KiRaRe
7. crave / オルタンシア
8. 恋はフュージョン / ステラマリス
9. エンゼルランプ / トロワアンジュ
10. Stay Together / テトラルキア
11. FlowerS〜となりで咲く花のように〜 / オルタンシア
12. ク・ルリラビー / かえ＆香澄（KiRaRe）
13. Secret Dream / ステラマリス
14. キライキライCЯY / 瑞葉&みい（KiRaRe）
15. STORIA / トロワアンジュ
16. GROWING!! / 舞菜＆紗由（KiRaRe）
17. 君に贈るAngel Yell（JAZZアレンジカバー） / ステラマリス＆トロワアンジュ 
18. 境界線 / テトラルキア
19. Stage of Star / ステラマリス
20. Do it!!PARTY!! / KiRaRe
21. Dear マイフレンド / オルタンシア
22. Realize / ステラマリス
23. Cresc.Heart / トロワアンジュ
24. 夏の約束 / KiRaRe
25. Shine on Me!! / テトラルキア
26. ＊Heart Confusion＊ / オルタンシア
27. 君に贈るAngel Yell / KiRaRe
28. Time and Space / ステラマリス
29. Sinfonia / トロワアンジュ
30. カナリア / テトラルキア
31. Purple Rays / オルタンシア
32. リメンバーズ！ / KiRaRe
33. 367Days / KiRaRe
34. 憧れFuture Sign / KiRaRe（アンコール）
35. Startin’ My Re:STAGE!! / 全員歌唱（アンコール）

### Re:ステージ! PRISM☆LIVE!! 3rd STAGE〜Reflection〜
2020年4月1日に販売されたライブの映像作品。2019年11月17日に大宮ソニックシティで開催した「Re:ステージ! PRISM☆LIVE!! 3rd STAGE〜Reflection〜」を映像化したBlu-rayである。特典映像として舞台裏を収録したメイキング映像が含まれた。
きゃにめ限定セット（品番：SCXP-00088）ではLIVE CDが限定特典として付属するほか、各法人別の購入特典が存在する。
オルタンシアの花守ゆみり（伊津村陽花 役）はこのライブを最後に降板した。

#### 昼の部
昼の部ではアニメで使用された楽曲を中心に29曲が収録された。
収録曲
1. Don’t think, スマイル!! / KiRaRe
2. Yes, We Are!!! / オルタンシア
3. Lumiere / トロワアンジュ
4. 境界線 / テトラルキア
5. Like the Sun, Like the Moon / ステラマリス
6. ミライKeyノート / 式宮舞菜＆月坂紗由（KiRaRe）
7. ク・ルリラビー / 柊 かえ＆本城香澄（KiRaRe）
8. キライキライCЯY / 市杵島瑞葉＆長谷川みい（KiRaRe）
9. 惑わしラプソディ / 一条瑠夏（ステラマリス）
10. あのね / 伊津村 紫（オルタンシア）
11. Glory Star / 岬 珊瑚（ステラマリス）
12. 優しい風 / 白鳥天葉（トロワアンジュ）
13. Invisible Diamond / 城北玄刃（テトラルキア）
14. One Step Ahead / 西館ハク（テトラルキア）
15. ひと夜ひと夜にひとりごと / 市杵島瑞葉（KiRaRe）
16. ガジェットはプリンセス / 柊 かえ（KiRaRe）
17. ステレオライフ / KiRaRe
18. せーので跳べって言ってんの! / 本城香澄（KiRaRe）
19. InFiction / ステラマリス
20. Silent Dystopia / トロワアンジュ
21. Ambitious Pieces / テトラルキア
22. ハッピータイフーン / KiRaRe
23. Dears... / トロワアンジュ
24. カナリア / テトラルキア
25. Purple Rays / オルタンシア
26. Brilliant Wings / ステラマリス
27. OvertuRe: / KiRaRe
28. 367Days / KiRaRe
29. 憧れFuture Sign / KiRaRe, オルタンシア, ステラマリス, トロワアンジュ, テトラルキア

#### 夜の部
夜の部では昼の部で使用されなかった楽曲を中心に27曲が収録された。
収録曲
1. Stage of Star / ステラマリス
2. リメンバーズ！ / KiRaRe
3. 君とインフィニティ / オルタンシア
4. Heroic Spark / テトラルキア
5. STORIA / トロワアンジュ
6. WINTER JEWELS ‐SPECIAL UNIT‐／式宮舞菜 (KiRaRe), 月坂紗由 (KiRaRe),柊 かえ (KiRaRe), 伊津村 紫 (オルタンシア), 岬 珊瑚 (ステラマリス), 西館ハク (テトラルキア)
7. Desert Black Flower / 式宮碧音（ステラマリス）
8. Skip / 緋村那岐咲（トロワアンジュ）
9. Twin Moon / 帆風 奏（トロワアンジュ）
10. Flavor Youth / 坂東美久龍（テトラルキア）
11. T.A.I.YOU / 南風野朱莉（テトラルキア）
12. アイノウ・アイノウ / 伊津村陽花（オルタンシア）
13. Blooming, Blooming! / 式宮舞菜（KiRaRe）
14. ロケット / 月坂紗由（KiRaRe）
15. ミライKeyノート / 本城香澄（KiRaRe）
16. For you! For みい! / 長谷川みい（KiRaRe）
17. 月影のトロイメライ / トロワアンジュ
18. Seventeen Feels / テトラルキア
19. Time and Space / ステラマリス
20. 宣誓センセーション / KiRaRe
21. Sinfonia / トロワアンジュ
22. Fearless Girl / テトラルキア
23. 恋はフュージョン / ステラマリス
24. キラメキFuture / KiRaRe
25. Dear マイフレンド / オルタンシア
26. Don’t think, スマイル!! / KiRaRe
27. ハッピータイフーン / KiRaRe, オルタンシア, ステラマリス, トロワアンジュ, テトラルキア

### Re:ステージ! ワンマンLIVE!! 〜Chain of Dream〜
2022年2月2日に販売されたライブの映像作品。2021年4月17日〜2021年4月18日にTACHIKAWA STAGE GARDENで開催した各ユニットのワンマンライブ「Re:ステージ! ワンマンLIVE!! 〜Chain of Dream〜」を映像化したBlu-rayである。
きゃにめ限定セット（品番：SCXG-00245）ではオリジナル三方背ケース、LIVEフォトブックレットが限定特典として付属するほか、各法人別の購入特典が存在する。

#### DAY1
DAY1では2021年4月17日に開催したオルタンシアおよびKiRaReの公演が収録された。
オルタンシアの嶺内ともみ（伊津村陽花 役）はこのライブが初ステージとなる。
収録曲
1. OPENING（オルタンシア公演）
2. Re:Rays / オルタンシア
3. Dear マイフレンド / オルタンシア
4. crave / オルタンシア
5. FlowerS〜となりで咲く花のように〜 / オルタンシア
6. あのね / 伊津村 紫（オルタンシア）
7. アイノウ・アイノウ / 伊津村陽花（オルタンシア）
8. ~DJ TIME~
9. Dream a gate / オルタンシア
10. ＊Heart Confusion＊ / オルタンシア
11. 君とインフィニティ / オルタンシア
12. Yes, We Are!!! / オルタンシア
13. Purple Rays / オルタンシア
14. Re:Rays / オルタンシア
15. OPENING（KiRaRe公演）
16. We Remember / KiRaRe
17. Don't think, スマイル!! / KiRaRe
18. Do it!!PARTY!! / KiRaRe
19. ステレオライフ / KiRaRe
20. Blooming, Blooming! / 式宮舞菜（KiRaRe）
21. ロケット / 月坂紗由（KiRaRe）
22. ガジェットはプリンセス / 柊 かえ（KiRaRe）
23. For you! For みい! / 長谷川みい（KiRaRe）
24. ひと夜ひと夜にひとりごと / 市杵島瑞葉（KiRaRe）
25. せーので跳べって言ってんの! / 本城香澄（KiRaRe）
26. ~DANCE TIME~ / 柊 かえ（KiRaRe）
27. GROWING!! / KiRaRe
28. キライキライCЯY / 市杵島瑞葉＆長谷川みい（KiRaRe）
29. ク・ルリラビー / 柊 かえ＆本城香澄（KiRaRe）
30. 宣誓センセーション / KiRaRe
31. OvertuRe: / KiRaRe
32. ハッピータイフーン / KiRaRe
33. 君に贈るAngel Yell / KiRaRe
34. Startin' My Re:STAGE!! / KiRaRe

#### DAY2
DAY2では2021年4月18日に開催したテトラルキア、トロワアンジュおよびステラマリスの公演が収録された。
収録曲
1. OPENING（テトラルキア公演）
2. Pins&Needles /  テトラルキア
3. Stay Together /  テトラルキア
4. カナリア / テトラルキア
5. Fearless Girl / テトラルキア
6. カナリア / テトラルキア
7. Flavor Youth / 坂東美久龍（テトラルキア）
8. T.A.I.YOU / 南風野朱莉（テトラルキア）
9. One Step Ahead / 西館ハク（テトラルキア）
10. Invisible Diamond / 城北玄刃（テトラルキア）
11. ~Drum solo~
12. Heroic Spark / テトラルキア
13. Ambitious Pieces / テトラルキア
14. 境界線 / テトラルキア
15. Shine on Me!! / テトラルキア
16. Seventeen Feels / テトラルキア
17. カナリア / テトラルキア
18. OPENING（トロワアンジュ公演）
19. Dears... / トロワアンジュ
20. 月影のトロイメライ / トロワアンジュ
21. Silent Dystopia / トロワアンジュ
22. Sinfonia / トロワアンジュ
23. ~三重奏~
24. 優しい風 / 白鳥天葉（トロワアンジュ）
25. Skip / 緋村那岐咲（トロワアンジュ）
26. Twin Moon / 帆風 奏（トロワアンジュ）
27. エンゼルランプ / トロワアンジュ
28. Lumiere / トロワアンジュ
29. Cresc.Heart / トロワアンジュ
30. STORIA / トロワアンジュ
31. エンゼルランプ / トロワアンジュ
32. OPENING（ステラマリス公演）
33. Bridge to dream / ステラマリス
34. 恋はフュージョン / ステラマリス
35. Stage of Star / ステラマリス
36. Secret Dream / ステラマリス
37. 惑わしラプソディ / 一条瑠夏（ステラマリス）
38. Glory Star / 岬 珊瑚（ステラマリス）
39. Desert Black Flower / 式宮碧音（ステラマリス）
40. Brilliant Wings / ステラマリス
41. ~Color guard~
42. InFiction / ステラマリス
43. Like the Sun, Like the Moon / ステラマリス
44. Realize / ステラマリス
45. Time and Space / ステラマリス
46. Bridge to dream / ステラマリス

## ミュージックビデオ
ミュージックビデオが付いた作品は次のとおりである。
| 発売日         | 曲名（商品名）                | 規格品番                          |
| -------------- | ----------------------------- | --------------------------------- |
| 2017年5月17日  | 憧れFuture Sign（キラリズム） | PCCG-01598、SCCG-00021（DVD）     |
| 2017年7月19日  | Purple Rays（Purple Rays）    | PCCG-70375（DVD）                 |
| 2017年8月18日  | Secret Dream（Secret Dream）  | PCCG-70363（DVD）                 |
| 2018年8月22日  | 367Days（367Days）            | PCCG-01708、SCCG-00028（DVD）     |
| 2018年11月21日 | Heroic Spark（Heroic Spark）  | PCCG-01731、SCCG-00029（DVD）     |
| 2018年12月19日 | Lumiere（Lumiere）            | PCCG-01745、SCCG-00031（DVD）     |
| 2019年1月30日  | Secret Dream（Q.E.D.）        | PCCG-01757、SCCG-00033（Blu-ray） |
| 2019年2月27日  | Purple Rays（Pullulate）      | PCCG-01761、SCCG-00034（Blu-ray） |

## サウンドトラック

### ORIGINAL SOUNDTRACK／KOHTA YAMAMOTO
2019年10月2日に発売された。『Re:ステージ! ドリームデイズ♪』SONG SERIESの第8弾であるKOHTA YAMAMOTOによるサウンドトラック。
アニメで使用された劇伴曲が32曲、TV sizeのオープニングテーマ「Don’t think, スマイル!!」、エンディングテーマ「憧れFuture Sign」の全34曲が収録されている。ディスクジャケットにはKiRareの後ろ姿が描かれた。封入特典は「Re:ステージ!プリズムステップ」スペシャルキャンペーンプレゼントコード。法人別に、購入特典が存在する。
| #   | タイトル                                                            | 作詞 | 作曲・編曲     |
| --- | ------------------------------------------------------------------- | ---- | -------------- |
| 1.  | 「Don't think, スマイル!! [TV size]」(詳細は主題歌（アニメ）を参照) |      |                |
| 2.  | 「Re:Stage」                                                        |      | KOHTA YAMAMOTO |
| 3.  | 「Hop ステップ Jump!」                                              |      | KOHTA YAMAMOTO |
| 4.  | 「日常的謡舞踊部」                                                  |      | KOHTA YAMAMOTO |
| 5.  | 「解説的謡舞踊部」                                                  |      | KOHTA YAMAMOTO |
| 6.  | 「貼っつけて謡舞踊部」                                              |      | KOHTA YAMAMOTO |
| 7.  | 「ここが私たちのステージ!」                                         |      | KOHTA YAMAMOTO |
| 8.  | 「心細くてヨヨヨヨヨ」                                              |      | KOHTA YAMAMOTO |
| 9.  | 「夢のカケラ」                                                      |      | KOHTA YAMAMOTO |
| 10. | 「もう夢なんて忘れていたはずなのに…」                               |      | KOHTA YAMAMOTO |
| 11. | 「一緒にいるから」                                                  |      | KOHTA YAMAMOTO |
| 12. | 「Re:Act」                                                          |      | KOHTA YAMAMOTO |
| 13. | 「Re:Start」                                                        |      | KOHTA YAMAMOTO |
| 14. | 「Engine!」                                                         |      | KOHTA YAMAMOTO |
| 15. | 「はんなり梅こぶ茶飲み隊」                                          |      | KOHTA YAMAMOTO |
| 16. | 「美しく流麗なるお姉様」                                            |      | KOHTA YAMAMOTO |
| 17. | 「夢のような美しい日々 〜残念〜」                                   |      | KOHTA YAMAMOTO |
| 18. | 「3・2・1・GO!」                                                    |      | KOHTA YAMAMOTO |
| 19. | 「T.K.A VS D.S.P」                                                  |      | KOHTA YAMAMOTO |
| 20. | 「みじんこラプソディ」                                              |      | KOHTA YAMAMOTO |
| 21. | 「me、me、me、見られたme〜!」                                       |      | KOHTA YAMAMOTO |
| 22. | 「○○の早口は3倍速い…!」                                             |      | KOHTA YAMAMOTO |
| 23. | 「ソウルメイト」                                                    |      | KOHTA YAMAMOTO |
| 24. | 「トラウマの記憶」                                                  |      | KOHTA YAMAMOTO |
| 25. | 「Re:Try」                                                          |      | KOHTA YAMAMOTO |
| 26. | 「高尾山に登ろう!」                                                 |      | KOHTA YAMAMOTO |
| 27. | 「扉の外へ!」                                                       |      | KOHTA YAMAMOTO |
| 28. | 「のんびり舞菜ーモード」                                            |      | KOHTA YAMAMOTO |
| 29. | 「プリズムステージ」                                                |      | KOHTA YAMAMOTO |
| 30. | 「心の詩〜即興〜」                                                  |      | KOHTA YAMAMOTO |
| 31. | 「パーリィー Foooo!! エンジェル&プリンセス」                        |      | KOHTA YAMAMOTO |
| 32. | 「ねこふんじゃった」                                                |      | KOHTA YAMAMOTO |
| 33. | 「Re:Vive」                                                         |      | KOHTA YAMAMOTO |
| 34. | 「憧れFuture Sign [TV size]」(詳細は主題歌（アニメ）を参照)         |      |                |

## ラジオCD

### Vol.1
2016年6月29日に販売された。2015年11月25日から音泉にて配信されていたインターネットラジオ「Re:ステージ! 〜ラジオのれんしゅう〜」を第1回から第6回まで収録したラジオCD。
ディスクは2枚組の構成になっており、1枚目は新規録り下ろしの音源が収録されたオーディオCD、2枚目は通常配信分が収録されているデータCD-ROMになっている。新規撮り下ろしのパーソナリティーは牧野天音（式宮舞菜 役）、鬼頭明里（月坂紗由 役）、立花芽恵夢（柊かえ 役）。各店舗特典が存在しており、音泉限定特典は、各回の番組終了後に収録した反省会「おまけRe：トーク」、ゲーマーズ特典は「おまけRe：トークゲーマーズ出張版」である。
収録内容
DISC1
新規録りおろしラジオ　約40分収録
DISC2
ラジオアーカイブ第1回〜第6回

## 『Re:ステージ! ドリームデイズ♪』SONG SERIES
Re:ステージ! ドリームデイズ♪に合わせて販売された「『Re:ステージ! ドリームデイズ♪』SONG SERIES」は次のとおりである。
| #  | 商品名                                                                   | ジャンル                   | 発売日        |
| -- | ------------------------------------------------------------------------ | -------------------------- | ------------- |
| 1  | Don’t think, スマイル!!                                                  | 主題歌CD                   | 2019年7月24日 |
| 2  | Blooming, Blooming!（式宮舞菜）/ロケット（月坂紗由）                     | Personal Music             | 2019年8月21日 |
| 3  | ガジェットはプリンセス（柊かえ）/せーので跳べって言ってんの!（本城香澄） | Personal Music             | 2019年8月21日 |
| 4  | ひと夜ひと夜にひとりごと（市杵島瑞葉）/For you! For みい!（長谷川みい）  | Personal Music             | 2019年8月21日 |
| 5  | DRe:AMER（KiRaRe盤）                                                     | 挿入歌ミニアルバム         | 2019年10月2日 |
| 6  | DRe:AMER（オルタンシア盤）                                               | 挿入歌ミニアルバム         | 2019年10月2日 |
| 7  | DRe:AMER（ステラマリス盤）                                               | 挿入歌ミニアルバム         | 2019年10月2日 |
| 8  | ORIGINAL SOUNDTRACK／KOHTA YAMAMOTO                                      | オリジナルサウンドトラック | 2019年10月2日 |
| 9  | Loved One                                                                | ミニアルバム               | 2019年11月6日 |
| 10 | Be the CHANGE.                                                           | ミニアルバム               | 2019年11月6日 |